# La Pineda Feu
La Pineda Feu, o Pineda d'en Feu, és una pineda al municipi de Lliçà d’Amunt (Vallès Oriental) El petit bosquet restant en una franja entre les cases i camps de conreu, està situat al nord-est del poble, entre la carretera C-1415b (oest) i la urbanització Ca l'Artigues (est). Té una superfície aproximada de 2,4 ha. La Masia de Can Feu, a la vora del Tenes, a la confluència del torrent de la Vall, dona nom a la pineda i també a la urbanització residencial que era unitat de població del municipi el 1989.